# CODEFF

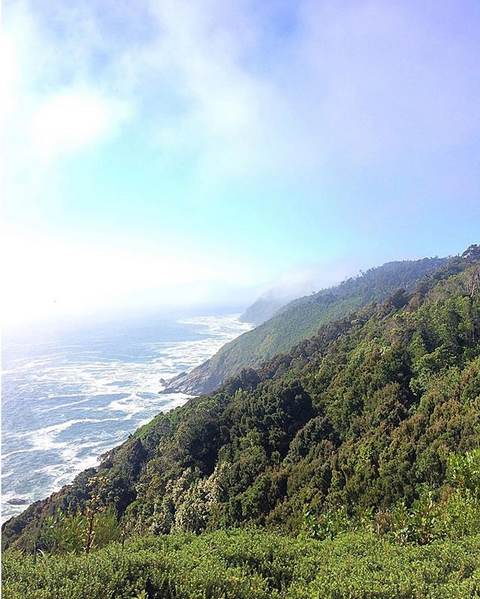
Área costera protegida Punta Curiñanco, administrada por CODEFF

El Comité Nacional Pro Defensa de la Flora y Fauna (CODEFF) es una ONG ambientalista chilena dedicada a proteger la naturaleza y el medio ambiente. Es la organización ambiental más antigua de Chile.

## Historia
En 1955 el abogado Godofredo Stutzin funda la organización "Unión de Amigos de los Animales" organización privada pionera en el cuidado de los animales, aunque de acotado alcance público. A partir de esta experiencia, y junto a una serie de otros profesionales con preocupación por el medio ambiente, Stutzin funda el Comité Nacional Pro Defensa de la Flora y Fauna el 23 de octubre de 1968, siendo la primera ONG de tipo ambientalista que se funda en el país. En sus primeros años esta organización agrupa a personalidades tales como Rafael Elizalde y Juan Grau entre otros. Desde sus inicios CODEFF se vinculó a la Unión Internacional para la Conservación de la Naturaleza (IUCN).
A partir de 1973, en un contexto de represión política, CODEFF logra mantener cierto grado de incidencia en las políticas públicas de la dictadura militar, destacando la ratificación de la Convención sobre el Tráfico de Especies Amenazadas y la declaración del alerce como monumento nacional en 1975, así como el cese de las actividades balleneras en Chile en 1983.

## Actividades
Actualmente CODEFF se define a sí misma como "una organización no gubernamental, ciudadana, de carácter nacional y participativa, para la conservación de la naturaleza, medio ambiente y promoción del desarrollo sustentable". Cuenta con tres centros de rehabilitación de fauna silvestre, así como con la administración de una serie de áreas protegidas, donde destaca el Área Costera Protegida Punta Curiñanco. Junto a ello, se realizan campañas de incidencia pública y educación ambiental a la población.